# Taldom
Taldom è una cittadina della Russia europea centrale, compresa nell'oblast' di Mosca e situata 110 km a nord della capitale. Fino al 2018 era il capoluogo amministrativo del distretto omonimo.
Il nome di Taldom compare per la prima volta nel 1677; ottiene nel 1918 lo status di città. Da quell'anno al 1929 ebbe nome Leninsk (Ленинск) in onore del dittatore sovietico Lenin.
Taldom è al giorno d'oggi un piccolo centro industriale (alimentari, asfalto, metallurgia leggera). Nei pressi di Taldom si trova una delle maggiori installazioni al mondo per la trasmissione radio ad onde lunghe, alta 275 m.

## Società

### Evoluzione demografica
Fonte: mojgorod.ru
- 1897: 1.200
- 1926: 6.000
- 1939: 9.900
- 1959: 10.400
- 1979: 13.100
- 1989: 14.400
- 2002: 13.334
- 2007: 12.800